# Піонер Труда
Піоне́р Труда́ (рос. Пионер Труда) — селище у складі Хабарського району Алтайського краю, Росія. Входить до складу Новоільїнської сільської ради.

## Населення
Населення — 212 осіб (2010; 323 у 2002).
Національний склад (станом на 2002 рік):
- росіяни — 95 %